# Justin Ahomadegbé-Tomêtin
Justin Ahomadégbé-Tomêtin (Abomey, 16 gennaio 1917 – Cotonou, 8 marzo 2002) è stato un politico beninese.
Attivo soprattutto nel periodo in cui il Benin era conosciuto come Dahomey francese, è stato presidente dell'Assemblea nazionale del Dahomey dall'aprile 1959 al novembre 1960. Inoltre è stato Primo ministro negli anni '60.
Ahomadégbé divenne Presidente come parte di un sistema che ruotava la carica fra tre personalità politiche di spicco: Ahomadégbé, Hubert Maga e Sourou-Migan Apithy. Maga consegnò il potere a Ahomadégbé il 7 maggio 1972. Il 26 ottobre seguente il Presidente fu deposto da un colpo di Stato guidato da Mathieu Kérékou. Tutti e tre gli esponenti politici rimasero agli arresti domiciliari fino al 1981.